# Верхнее Полисарское
Верхнее Полисарское (также Верхне-Полисарское) — проточное озеро на юге Кольского полуострова, западнее Ингозера. Расположено в Терском районе (бо́льшая часть) и муниципальном округе город Кировск Мурманской области. Озеро относится к бассейну Белого моря.
Площадь зеркала — 8,68 км². Высота над уровнем моря — 191,4 м. Длина озера составляет около 5,8 км при максимальной ширине 3,2 км в южной части.
Имеет неправильную форму с крупным заливом на севере, береговая линия умеренно изрезана. Впадает несколько ручьёв и на юге — речка Рыбная. На севере вытекает река Полисарка, впадающая в Пану. Имеется несколько островов, разбросанных по всему зеркалу водоёма.. Берега преимущественно заболоченные. Высокий южный берег покрыт сосновым лесом. На востоке — возвышенность с отметками высоты до 233,3 м. Берега покрыты лесотундровой, луговой и болотной растительностью.
Код водного объекта в государственном водном реестре — 02020000211101000006480.